# Magdalena (kommun i Mexiko, Veracruz, lat 18,76, long -97,04)
Magdalena är en kommun i Mexiko.   Den ligger i delstaten Veracruz, i den sydöstra delen av landet, 230 km öster om huvudstaden Mexico City. Antalet invånare är 2 649. Arean är 28,8 kvadratkilometer.
Terrängen i Magdalena är huvudsakligen kuperad, men österut är den bergig.
Följande samhällen finns i Magdalena:
- Magdalena
- Capultitla
- Helicotla
- Tepetzingo
- Chicomoceloc
- Tepetlaxitla